# The Whispers (Soulband)
The Whispers ist der Name eines US-amerikanischen R&B-, Soul- und Funk-Vokalensembles, das zu Beginn der 1960er Jahre in Los Angeles gegründet wurde. Die ursprüngliche Besetzung der Musikgruppe bestand aus den Tenören Walter und Wallace Scott, Nicholas Caldwell und Gordy Harmon sowie dem Bariton Marcus Hutson. Die sie begleitenden Instrumentalisten werden The Whisper Band genannt. In Deutschland hatten The Whispers mit ihrem Stück And the Beat Goes On 1980 einen Hit.

## Geschichte des Ensembles
Spätestens 1963 haben sich die Zwillingsbrüder Walter und Wallace Scott sowie Nicholas Caldwell, Marcus Hutson, und Gordy Harmon in Watts zusammengeschlossen und ein Gesangs–Quintett gegründet. Anfangs noch unter einem anderen Namen traten sie in Los Angeles als Straßenmusiker auf und bespielten Nachtlokale in der „Bay Area“ rund um San Francisco. 1964 wurde ein Plattenproduzent auf sie aufmerksam. Sie erhielten ihren ersten Plattenvertrag und nennen sich seitdem The Whispers.
Die Stücke der Combo waren u. a. durch die Veröffentlichungen von Nat King Cole, The Hi-Lo’s und The Temptations beeinflusst. Zusammen mit letzteren durften sie 1964 auch ihr erstes „großes“ Konzert bestreiten. Ihre ersten Singles, As I Sit Here und The Dip, erschienen 1965. Ein Achtungserfolg wurde 1969 The Time Will Come. Ein Jahr später gelang mit Seems Like I Gotta Do Wrong das erste Mal der Sprung in die Top 50 der Billboard Hot 100. Somebody Loves You (1973), A Mother for My Children (1974), One for the Money (1976) und Make It with You (1977) erreichten untere Ränge der US-Charts.
1980 folgte And the Beat Goes On, das es in den USA auf Platz 19, in Deutschland auf Platz 20 und in Großbritannien sogar auf Platz zwei schaffte. Das Album The Whispers stieg in den USA auf Platz 6. Gordy Harmon spielte aber da schon länger nicht mehr mit. Er war Anfang der 1970er Jahre durch Leaveil Degree, der von der Gruppe Friends of Distinction kam, ersetzt worden.
Lady (US 28, UK 55) und My Girl (UK 26) hießen die Hits im Jahre 1980. 1981 gelang mit It’s a Love Thing der Sprung auf Platz 9 in Großbritannien und auf Platz 28 in der Heimat. Kurze Zeit später hatte die Band mit I Can Make It Better einen weiteren Hit im Vereinigten Königreich (Platz 44). This Time (UK Platz 81) und Tonight (US Platz 84) erreichten 1983 untere Chartpositionen.
1985 hatten die Whispers hauptsächlich in Großbritannien, wo Contagious (Platz 56) und Some Kinda Lover (Platz 91) Hitparadenplätze verbuchen konnten, Erfolg. Mit einigen Gastmusikern folgte 1986 das Album Just Gets Better with Time. Die Auskopplung Rock Steady schaffte es in den USA auf Platz 7 und in den UK-Charts auf Platz 38. Die Folgesingles Special FX (UK Platz 69) und No Pain No Gain (UK Platz 81) setzten die lange Reihe der Whispers-Hits fort.
Zu Beginn der 1990er Jahre verließ Hutson aus gesundheitlichen Gründen die Band. Im selben Jahr wurde Innocent der letzte Single-Hit der Whispers (US Platz 55).
Im Jahr 2000 verstarb Marcus Hutson nach langer Krankheit. Die übrigen Mitglieder der Whispers entschieden sich, Hutson nicht durch ein neues Mitglied zu ersetzen. Fortan spielten Wallace „Scotty“ Scott, Walter Scott, Nicholas Caldwell und Leaveil Degree nur noch zu viert. Kurz vor dem Start einer weiteren Tournee der Gruppe erlag Nicholas Caldwell am 5. Januar 2016 im Alter von 71 Jahren den Folgen einer Herzinsuffizienz.
Trotz seither ausbleibender Charterfolge hat die Gruppe immer noch weltweit eine treue Fangemeinde. The Whispers gehen bis heute auf Tourneen und produzieren neue CDs, z. B. 2006 For Your Ears Only. Mit den Jahren ist die Musik der Band souliger und ruhiger geworden, unverkennbar bleibt jedoch der typische mehrstimmige Gesang als Markenzeichen. Mit über 40 Jahren im Musikgeschäft gehören The Whispers zu den ältesten Soulgruppen Amerikas.
The Whispers wurden 2003 in die Vocal Group Hall of Fame aufgenommen.

## Mitglieder
- Nicholas Caldwell (* 5. April 1944 in Loma Linda, Kalifornien; † 5. Januar 2016 in San Francisco, Kalifornien[4])
- Marcus Hutson (* 8. Januar 1944 in St. Louis, Missouri; † 23. Mai 2000 in Missouri)
- Wallace Scott (* 23. September 1943 in Fort Worth, Texas)
- Walter Scott (* 23. September 1943 in Fort Worth, Texas; † 26. Juni 2025)
- Gordy Harmon (* 1943; † 5. Januar 2023 in Los Angeles, Kalifornien[7]) – bis 1971[4]
- Leaveil Degree (* 31. Juli 1948 in New Orleans, Louisiana) – 1971 für Harmon[4]

## Diskografie
Studioalben

| Jahr | Titel                                       | Höchstplatzierung, Gesamtwochen, AuszeichnungChartplatzierungen (Jahr, Titel, Platzierungen, Wochen, Auszeichnungen, Anmerkungen) | Höchstplatzierung, Gesamtwochen, AuszeichnungChartplatzierungen (Jahr, Titel, Platzierungen, Wochen, Auszeichnungen, Anmerkungen) | Höchstplatzierung, Gesamtwochen, AuszeichnungChartplatzierungen (Jahr, Titel, Platzierungen, Wochen, Auszeichnungen, Anmerkungen) | Höchstplatzierung, Gesamtwochen, AuszeichnungChartplatzierungen (Jahr, Titel, Platzierungen, Wochen, Auszeichnungen, Anmerkungen) | Anmerkungen |
| Jahr | Titel                                       | DE | UK | US | R&B | Anmerkungen |
| ---- | ------------------------------------------- | --- | --- | --- | --- | --- |
| 1972 | The Whispers’ Love Story                    | — | — | US186 (2 Wo.)US | R&B34 (9 Wo.)R&B | Erstveröffentlichung: 1972 Produzent: Ron Carson |
| 1973 | Life and Breath                             | — | — | — | R&B44 (12 Wo.)R&B | Erstveröffentlichung: 1972 Produzent: Ron Carson |
| 1973 | Planets of Life                             | — | — | — | R&B48 (4 Wo.)R&B | Erstveröffentlichung: 1973 bereits 1969 als The Whispers erschienen 1980 Reissue als I Can Remember Produzent: Ron Carson |
| 1974 | Bingo (US) / Whispers Gettin’ Louder (UK)   | — | — | — | R&B40 (11 Wo.)R&B | Erstveröffentlichung: 1974 Produzenten: Baker, Harris & Young, Bunny Sigler, Bruce Hawes, Charles Simmons |
| 1976 | One for the Money                           | — | — | US189 (6 Wo.)US | R&B40 (13 Wo.)R&B | Erstveröffentlichung: 1976 Produzenten: Norman Harris, Dick Griffey, Don Cornelius |
| 1977 | Open Up Your Love                           | — | — | US65 (10 Wo.)US | R&B23 (17 Wo.)R&B | Erstveröffentlichung: 1977 Produzenten: Dick Griffey, Don Cornelius, The Whispers |
| 1978 | Headlights                                  | — | — | US77 (28 Wo.)US | R&B22 (37 Wo.)R&B | Erstveröffentlichung: 1978 Produzenten: Dick Griffey, The Whispers |
| 1979 | Whisper in Your Ear                         | — | — | US146 (9 Wo.)US | R&B28 (16 Wo.)R&B | Erstveröffentlichung: 1. Januar 1979 Produzenten: Dick Griffey, The Whispers |
| 1979 | Happy Holidays to You                       | — | — | — | R&B50 (11 Wo.)R&B | Erstveröffentlichung: November 1979 Re-Entry (R&B): 1982, Platz 58, 2 Wochen Produzenten: Dick Griffey, The Whispers |
| 1979 | The Whispers                                | — | — | US6 Platin · (35 Wo.)US | R&B1 (34 Wo.)R&B | Erstveröffentlichung: 24. Oktober 1979 Produzenten: Dick Griffey, The Whispers |
| 1981 | Imagination                                 | — | UK42 (5 Wo.)UK | US23 Gold · (27 Wo.)US | R&B3 (31 Wo.)R&B | Erstveröffentlichung: 30. November 1980 Produzenten: Dick Griffey, The Whispers |
| 1981 | This Kind of Lovin’                         | — | — | US100 (9 Wo.)US | R&B15 (26 Wo.)R&B | Erstveröffentlichung: 1. Januar 1981 Produzenten: The Whispers, Leon Sylvers III |
| 1982 | Love Is Where You Find It                   | — | — | US35 Gold · (25 Wo.)US | R&B1 (33 Wo.)R&B | Erstveröffentlichung: 7. Juni 1981 Produzenten: Leon Sylvers III, Richy Sylvers, Nicholas Caldwell, Wallace Scott, Walter Scott |
| 1983 | Love for Love                               | — | — | US37 (29 Wo.)US | R&B2 (40 Wo.)R&B | Erstveröffentlichung: 1983 Produzenten: The Whispers, Leon Sylvers III, Ricky Sylvers, Nicholas Caldwell |
| 1984 | So Good                                     | — | — | US88 (26 Wo.)US | R&B8 (32 Wo.)R&B | Erstveröffentlichung: 26. Juli 1984 Produzenten: The Whispers, Reggie Calloway, Leon Sylvers III, Wardell Potts, Wilmer Raglin, Grady Wilkins |
| 1987 | Just Gets Better with Time                  | — | UK63 (4 Wo.)UK | US22 Platin · (37 Wo.)US | R&B3 (47 Wo.)R&B | Erstveröffentlichung: 9. April 1987 Produzenten: Leon Sylvers III, Larry White, Babyface, L.A. Reid, Gary Taylor, Grady Wilkins, Nicholas Caldwell |
| 1990 | More of the Night                           | — | — | US83 Gold · (24 Wo.)US | R&B8 (49 Wo.)R&B | Erstveröffentlichung: 6. Februar 1990 Produzenten: The Whispers, Robert Brookins, Christopher Troy, Zac Harmon, Steve Russell, Greg Dalton, Calvin Romance, Joel Davis, Tsuyoshi Takayanagi, Keith Spencer                                                        |
| 1994 | Christmas Moments                           | — | — | — | R&B42 (4 Wo.)R&B | Erstveröffentlichung: 15. November 1994 |
| 1995 | Toast to the Ladies                         | — | — | US92 (8 Wo.)US | R&B8 (29 Wo.)R&B | Erstveröffentlichung: 21. März 1995 Produzenten: Harmony, Magic, Derrick Pearson, Kevin Guillaume, Ralph Hawkins, Charlie Singleton, Keni Burke, Kuk Harrell, Laney Stewart, Paul Minor, Grady Wilkins, Terrence Desmond, Gordon Jones, John Benton, Rickey Smith |
| 1997 | Songbook Volume One – The Songs of Babyface | — | — | — | R&B27 (19 Wo.)R&B | Erstveröffentlichung: 25. November 1997 |
| 2006 | For Your Ears Only                          | — | — | — | R&B88 (3 Wo.)R&B | Erstveröffentlichung: 8. August 2006 |
| 2009 | Thankful                                    | — | — | US172 (1 Wo.)US | R&B25 (19 Wo.)R&B | Erstveröffentlichung: 20. Oktober 2009 |